# 好鬥岩瓷蟹
好鬥岩瓷蟹（学名：Petrolisthes militaris）为瓷蟹科岩瓷蟹屬下的一个种。